# Мюнхенское дерби
Главное мюнхенское футбольное дерби — условное название принципиального противостояния между футбольными клубами «Бавария» Мюнхен и ТСФ «Мюнхен 1860». Данное соперничество двух спортивных обществ обычно называют мюнхенским дерби.
Два представителя немецкого Мюнхена являются одними из самых принципиальных соперников. И хотя большой перевес в этом противостоянии на стороне мюнхенской Баварии, но каждая встреча этих команд сопровождается красивой игрой и желанием победить во что бы то ни стало.
Команды выступают на мюнхенском стадионе «Альянц-Арена», вместимость которого составляет около 71 тысячи человек.
Стоит отметить, что мюнхенская «Бавария» — один из самых сильных и титулованных клубов страны, а «Мюнхен 1860», хоть и не может похвалиться такими достижениями, зато имеет давнюю и славную историю.
По состоянию на осень 2012 года, мюнхенская «Бавария» выиграла в десяти матчах подряд, а вот «Мюнхен 1860» не может реализовать больше одного мяча в ворота «красных».

## Чемпионат Германии
Победа «Баварии»  Победа «Мюнхен 1860»  Ничья
| Сезон   | Лига            | Команды               | 1-я игра | 2-я игра |
| 1945/46 | Оберлига Юг (I) | Бавария — Мюнхен 1860 | 1:0      | 2:2      |
| 1946/47 | Оберлига Юг     | Бавария — Мюнхен 1860 | 1:1      | 2:0      |
| 1947/48 | Оберлига Юг     | Бавария — Мюнхен 1860 | 3:2      | 1:1      |
| 1948/49 | Оберлига Юг     | Бавария — Мюнхен 1860 | 1:0      | 2:0      |
| 1949/50 | Оберлига Юг     | Бавария — Мюнхен 1860 | 1:0      | 2:3      |
| 1950/51 | Оберлига Юг     | Бавария — Мюнхен 1860 | 2:3      | 1:3      |
| 1951/52 | Оберлига Юг     | Бавария — Мюнхен 1860 | 2:0      | 2:2      |
| 1952/53 | Оберлига Юг     | Бавария — Мюнхен 1860 | 2:1      | 2:2      |
| 1957/58 | Оберлига Юг     | Бавария — Мюнхен 1860 | 3:3      | 3:4      |
| 1958/59 | Оберлига Юг     | Бавария — Мюнхен 1860 | 1:2      | 2:1      |
| 1959/60 | Оберлига Юг     | Бавария — Мюнхен 1860 | 1:3      | 6:4      |
| 1960/61 | Оберлига Юг     | Бавария — Мюнхен 1860 | 6:2      | 0:0      |
| 1961/62 | Оберлига Юг     | Бавария — Мюнхен 1860 | 0:4      | 3:2      |
| 1962/63 | Оберлига Юг     | Бавария — Мюнхен 1860 | 3:1      | 1:3      |
| 1965/66 | Бундеслига      | Бавария — Мюнхен 1860 | 3:0      | 0:1      |
| 1966/67 | Бундеслига      | Бавария — Мюнхен 1860 | 3:0      | 0:1      |
| 1967/68 | Бундеслига      | Бавария — Мюнхен 1860 | 2:2      | 2:3      |
| 1968/69 | Бундеслига      | Бавария — Мюнхен 1860 | 0:2      | 3:0      |
| 1969/70 | Бундеслига      | Бавария — Мюнхен 1860 | 2:0      | 1:2      |
| 1977/78 | Бундеслига      | Бавария — Мюнхен 1860 | 1:3      | 1:1      |
| 1979/80 | Бундеслига      | Бавария — Мюнхен 1860 | 6:1      | 2:1      |
| 1980/81 | Бундеслига      | Бавария — Мюнхен 1860 | 1:1      | 3:1      |
| 1994/95 | Бундеслига      | Бавария — Мюнхен 1860 | 1:0      | 3:1      |
| 1995/96 | Бундеслига      | Бавария — Мюнхен 1860 | 4:2      | 2:0      |
| 1996/97 | Бундеслига      | Бавария — Мюнхен 1860 | 1:1      | 3:3      |
| 1997/98 | Бундеслига      | Бавария — Мюнхен 1860 | 3:1      | 2:2      |
| 1998/99 | Бундеслига      | Бавария — Мюнхен 1860 | 3:1      | 1:1      |
| 1999/00 | Бундеслига      | Бавария — Мюнхен 1860 | 1:2      | 0:1      |
| 2000/01 | Бундеслига      | Бавария — Мюнхен 1860 | 3:1      | 2:0      |
| 2001/02 | Бундеслига      | Бавария — Мюнхен 1860 | 2:1      | 5:1      |
| 2002/03 | Бундеслига      | Бавария — Мюнхен 1860 | 3:1      | 5:0      |
| 2003/04 | Бундеслига      | Бавария — Мюнхен 1860 | 1:0      | 1:0      |

## Кубок Германии
| Сезон   | Этап       | Команды                                 | Счёт          |
| 1966-67 | 1/2 финала | ФК «Бавария» Мюнхен — ТСФ «Мюнхен 1860» | 3-1           |
| 2007-08 | 1/4 финала | ФК «Бавария» Мюнхен — ТСФ «Мюнхен 1860» | 1-0 (доп.вр.) |

## Соперничество фарм-клубов
| Сезон   | Лига                   | Команды                                       | 1-я игра | 2-я игра |
| 1997/98 | Региональная лига «Юг» | ФК «Бавария» Мюнхен II — ТСФ «Мюнхен 1860» II | 2-2      | 1-3      |
| 1998/99 | Региональная лига «Юг» | ФК «Бавария» Мюнхен II — ТСФ «Мюнхен 1860» II | 3-1      | 1-0      |
| 1999/00 | Региональная лига «Юг» | ФК «Бавария» Мюнхен II — ТСФ «Мюнхен 1860» II | 1-3      | 3-4      |
| 2000/01 | Региональная лига «Юг» | ФК «Бавария» Мюнхен II — ТСФ «Мюнхен 1860» II | 0-0      | 3-0      |
| 2004/05 | Региональная лига «Юг» | ФК «Бавария» Мюнхен II — ТСФ «Мюнхен 1860» II | 4-2      | 1-1      |
| 2005/06 | Региональная лига «Юг» | ФК «Бавария» Мюнхен II — ТСФ «Мюнхен 1860» II | 1-0      | 2-2      |
| 2006/07 | Региональная лига «Юг» | ФК «Бавария» Мюнхен II — ТСФ «Мюнхен 1860» II | 1-1      | 1-1      |
| 2007/08 | Региональная лига «Юг» | ФК «Бавария» Мюнхен II — ТСФ «Мюнхен 1860» II | 1-0      | 2-3      |

## Интересные факты
- Нулевая ничья в мюнхенском дерби была зафиксирована всего в одном матче, в 1961 году.
- «Бавария» Мюнхен выигрывает на протяжении девяти последних матчей, а ТСФ «Мюнхен 1860» уже десять матчей не может забить более одного гола.